# Halina Górecka
Halina Sylwia Richter-Górecka-Herrmann (Chorzów, 4 febbraio 1938) è un'ex velocista polacca naturalizzata tedesca, campionessa olimpica della staffetta 4×100 metri ai Giochi di Tokyo 1964.

## Palmarès
| Anno                                   | Manifestazione  | Sede              | Evento      | Risultato  | Prestazione | Note            |
| -------------------------------------- | --------------- | ----------------- | ----------- | ---------- | ----------- | --------------- |
| In rappresentanza della Polonia        |                 |                   |             |            |             |                 |
| 1956                                   | Giochi olimpici | Melbourne         | 100 m piani | Batteria   | 12"2 w      |                 |
| 1956                                   | Giochi olimpici | Melbourne         | 4×100 m     | Batteria   | 46"5        |                 |
| 1960                                   | Giochi olimpici | Roma              | 100 m piani | Semifinale | 11"8        |                 |
| 1960                                   | Giochi olimpici | Roma              | 200 m piani | Batteria   | 24"2        |                 |
| 1960                                   | Giochi olimpici | Roma              | 4×100 m     | Bronzo     | 45"0        |                 |
| 1964                                   | Giochi olimpici | Tokyo             | 100 m piani | 7ª         | 11"8        |                 |
| 1964                                   | Giochi olimpici | Tokyo             | 4×100 m     | Oro        | 43"6        | Record mondiale |
| In rappresentanza della Germania Ovest |                 |                   |             |            |             |                 |
| 1968                                   | Giochi olimpici | Città del Messico | 100 m piani | Batteria   | 11"8        |                 |
| 1968                                   | Giochi olimpici | Città del Messico | 200 m piani | Batteria   | 24"7        |                 |